# Савониева турбина
Савониева турбина (също савониусова турбина или ротор на Савониус) е тип водна или вятърна турбина, работеща на принципа на съпротивлението. Изобретена е от финландския архитект и изобретател Сигурд Савониус (Sigurd Savonius) през 1922 г. и патентована през 1926 г. Турбината използва различния коефициент на съпротивлението на протичащия флуид, действащо на изпъкнала или вдлъбната площ. Роторът на обикновените савониеви турбини е съставен от две или три полукръгли или бъбрековидни лопатки.
Вътрешните краища на лопатките достигат до средата на ротора и по този начин позволяват протичането на флуида между техните задни стени. Оста на въртене е перпендикулярна на посоката на флуида.
Савониевата турбина има малък коефициент на полезно действие (при водните турбини е само около 15 до 20%). Например, ротор на Савониус с размер колкото бъчва с височина 1 m и радиус 0,5 m при вятър със скорост 10 m/s ще генерира максимална мощност 180 W при максимална ъглова скорост 20 rad/s (190 оборота за минута). Неговото главно предимство е простата конструкция. Когато савониевата турбина е поставена с вертикална ос на въртене, работи независимо от посоката на вятъра.
Недостатък на двулопатковите савониеви турбини е присъствието на така наречения „мъртъв ъгъл“. Този недостатък се избягва чрез свързването на няколко ротора с различно насочени лопатки или с винтова форма на лопатките.